# Муладжанов, Шод Саидович
Шод Саидович Муладжа́нов (1 июля 1953, Душанбе) — российский журналист и медиаменеджер, публицист. Главный редактор газеты «Московская правда», заместитель председателя правления Союза журналистов Москвы.

## Образование
Окончил факультет журналистики Московского государственного университета им. М. В. Ломоносова в 1975 году.
Владеет английским языком.

## Карьера
- С 1975 года — корреспондент ежедневной столичной газеты «Московская правда».
- Затем заведующий отделом, позднее ответственный секретарь, политобозреватель, колумнист издания.
- В сентябре 1987 года в газете «Московская правда» опубликовал статью «Околозвёздная болезнь», содержащую материал, порочащий Аллу Пугачеву.
- С августа 1991 года — главный редактор газеты «Московская правда» («МП»).
- В марте 1994 года на очередном заседании Палаты по информационным спорам редактору «МП» было объявлено замечание в связи с тем, что его издание способствовало выпуску, распространению и рекламе газеты «Новый взгляд» (главный редактор Евгений Додолев). В этом издании, по мнению представителей палаты, грубо нарушались правовые и общепризнанные этические нормы[4].
- 28 февраля 1995 года в подписал (совместно с главными редакторами ряда других СМИ) открытое письмо президенту РФ Ельцину с протестом против отставки председателя Комитета РФ по печати Сергея Грызунова[5], занимавшего этот пост с 1 ноября 1994 года.
- С 1995 года именно по инициативе Муладжанова молодёжно-эстетское приложение к газете «Вечерняя Москва» «Ночное рандеву», которое редактировал поэт Александр Вулых, стало выходить в рамках проекта «МП».

Активно полемизирует с коллегами по медиа-бизнесу на отраслевые темы.

## Награды
- Орден Дружбы (6 октября 1997 года) — за большой вклад в укрепление экономики, развитие социальной сферы и в связи с 850-летием основания Москвы[8].
- Благодарность Президента Российской Федерации (25 июля 1996 года) — за активное участие в организации и проведении выборной кампании Президента Российской Федерации в 1996 году[9].
- Почётная грамота Правительства Москвы (1 июля 2003 года) — за многолетнюю плодотворную журналистскую деятельность, направленную на укрепление авторитета Москвы, и в связи с 50-летием со дня рождения[10].
- Почётная грамота Московской городской думы (3 июля 2013 года) — за заслуги перед городским сообществом[11].